# جین اپل
جین اپل (انگلیسی: Jayne Appel؛ زادهٔ ۱۴ مهٔ ۱۹۸۸) بازیکن بسکتبال اهل ایالات متحده آمریکا است.
وی در مسابقات کشوری و بین‌المللی در مجموع برندهٔ ۳ مدال طلا شده‌است.